# Ienobu Tokugawa
Ienobu Tokugawa (jap. 徳川 家宣 Tokugawa Ienobu; ur. 11 czerwca 1662, zm. 12 listopada 1712)  – szósty siogun z dynastii Tokugawa. Rządził od 1709 do 1712. Był synem Tsunashige Tokugawy i wnukiem Iemitsu Tokugawy.

## Wczesne życie (1662–1694)
Ienobu Tokugawa urodził się w 1662 r. jako najmłodszy syn Tsunashige Tokugawy (daimyō domeny Kōfu). Jego matką była konkubina o imieniu Chōshōin. W tym sam roku stryj Ienobu, Ietsuna, został siogunem.
W 1679 r., po śmierci swojego ojca, Tsunashige, młody Ienobu objął władzę nad domeną Kōfu.
W 1694 r. konfucjanista i wszechstronny naukowiec oraz sprawny administrator Hakuseki Arai (1657-1725), z rekomendacji filozofa Jun'ana Kinoshity (1621-1698), został osobistym nauczycielem i doradcą Ienobu. W 1709 r., kiedy Ienobu został siogunem, Arai przekazał mu 2 tys. tomów chińskiej klasyki, a także napisał 12-tomowe dzieło pt.: Hankanfu (znane w skrócie jako Kanbu), opisujące historię kraju w latach 1600-1680.

## Siogun Ienobu (1709–1712)
W 1709 r. siogun Tsunayoshi zmarł bez męskiego potomka. Zgodnie z porządkiem genealogicznym, jego następcą został daimyō Kōfu, Ienobu Tokugawa.. Poparła go ponadto żona poprzedniego sioguna.
Ienobu próbował przeistoczyć siogunat z formy militarnej w bardziej cywilną strukturę sprawowania władzy. Rozpoczął reformy od zniesienia kontrowersyjnych praw i edyktów swojego poprzednika. W 1710 r. nieznacznie złagodził Buke-shohatto, zbiór edyktów regulujących prawa i obowiązki daimyō oraz wojskowej arystokracji. Usunięto cenzurę i przekazano administracji bakufu, że myśli i uczucia ludności powinny wzbogacać i podnosić na nowy poziom rządy sioguna. Wszystkie te reformy spowodowane były silnym wpływem Hakusekiego na władcę. Zaprzestano także okrutnych kar i prześladowania oraz gruntownie zmodernizowano system sądowniczy.
Siogun Ienobu był pierwszym z przywódców siogunatu Tokugawa, który chciał poprawić relacje z cesarzem i dworem w Kioto. W 1711 r. Motohiro Konoe, regent z rodu Fujiwara, przybył do Edo jako mediator pomiędzy siogunem Ienobu a cesarzem Nakamikado i jego stronnictwem dworskim (w Kioto). Po pertraktacjach ustalono, że młodsi synowie cesarza nie muszą wstępować w stan kapłański i mogą zakładać boczne linie rodowe. Także córkom cesarza umożliwiono wychodzenie za mąż (jedna z córek cesarza Nakamikado poślubiła jednego z synów Ienobu) oraz że bakufu będzie przekazywał finansowe dotacje na rzecz dworu. Także wiele ceremonii dworskich ponownie weszło z powrotem w życie.
Siogun Ienobu zmarł w 1712 r. w wieku 51 lat. Jego następcą został nieletni syn Ietsugu Tokugawa.

## ErybakufuIenobu
Lata rządów siogunów dzielone są na ery zwane nengō.
- Hōei (1704–1711)
- Shōtoku (1711–1716)